# Sé titular de Niceia
A Sé titular de Niceia foi criada em cerca de 300, como sufragânea do Patriarcado Latino de Constantinopla, provavelmente pelo Papa Inocêncio I, na região da Bitínia.
No século V, foi elevada à categoria de sé metropolitana sem dioceses sufragâneas. No Terceiro Concílio de Constantinopla, no final do século VII, foram atribuídos seis sufragâneas: Linoe, Gordoserba, Numérico, Modra, ou Mela, Taum e Massimiane.
Teógnis de Niceia foi o primeiro bispo, que foi exilado para a Gália por se recusar a assinar o símbolo do Concílio de Niceia. Assinada, em seguida, a fórmula poderia ser restaurada para o lugar de Niceia, mas continuou a luta contra os partidários de Niceia. Ele foi sucedido por Eugênio, que aderiu ao arianismo.
Entre os bispos de Niceia, a figura de Basílio Bessarion, que participou do Concílio de Florença em 1439, ele assinou a fórmula de união com a Igreja Católica e, terminado o Concílio, ele permaneceu na Itália, onde o Papa Eugênio IV criou-o Cardeal em 18 de dezembro de 1439.
Niceia é mais conhecido na história por ser o local de dois concílios ecumênicos, o Primeiro Concílio de Niceia (325) e o Segundo Concílio de Niceia (787). Em Niceia foram celebrados dois outros concílios regionais, em 326 e em 1222.

## Bispos
- Teógnis de Niceia † (? - antes de 344)
- Eugênio † (355 - 370)
- Doroteu † (381)
- Anastácio † (451)
- Pedro † (? - circa 460)
- Ápio † (circa 490 - ?)
- Anastácio † (518 - 536)
- Estêvão † (553)
- Teófilo † (602)
- Fócio † (680)
- Jorge † (692)
- Anastácio † (circa 700)
- Hipácio † (? - 787)
- Inácio † (circa 813)
- Pedro † (? - circa 816)
- Teófano † (845)
- Inácio † (circa 845 - circa 848)
- Nicéforo † (circa 848 - 877)
- Anfilóquio de Cízico † (877 - ?)
- Gregório Asbesta † (mencionado em 880)
- João † (circa 900)
- Alexandre † (circa 912)
- Daniel †
- Constantino † (1022)
- Teodoro †

## Bispo titular
- Bessarion † (1437 - 1440)
- Jean de Prangins † (1444 - 1446)
- Vittore Soranzo † (1544 - 1547)
- Belchior Carneiro Leitão, S.J. † (1555 - 1577)
- Juan Beltrán de Guevara † (1573 - ?)
- Vincenzo Quadrimano † (1592 - ?)
- Bernardino Piccoli † (1621 - 1627)
- Diego Secco, S.J. † (1622 - 1623)
- Apolinário de Almeida, S.J. † (1627 - 1638)
- Giacomo de La Haye † (1653 - ?)
- Gasparo Carpegna † (1670 - 1670)
- Carlo Vaini † (1671 - 1679)
- Giovanni Giacomo Cavallerini † (1692 - 1695)
- Tommaso Ruffo † (1698 - 1706)
- Ferdinando Nuzzi † (1706 - 1715)
- Giuseppe Firrao † (1716 - 1730)
- Silvio Valenti Gonzaga † (1731 - 1738)
- Alberico Archinto † (1739 - 1756)
- Antonio Maria Erba-Odescalchi † (1759)
- Cesare Alberico Lucini † (1760 - 1768)
- Filippo Sanseverino † (1770 - 1776)
- Jean-Siffrein Maury † (1792 - 1794)
- Pietro Gravina † (1794 - 1816)
- Francesco Serra Casano † (1818 - 1826)
- Luigi Amat di San Filippo e Sorso † (1827 - 1837)
- Raffaele Fornari † (1842 - 1850)
- Carlo Sacconi † (1851 - 1861)
- Giuseppe Berardi † (1862 - 1868)
- Serafino Vannutelli † (1869 - 1887)
- Luigi Galimberti † (1887 - 1894)
- Augusto Guidi † (1894 - 1900)
- Rafael Merry del Val y Zulueta † (1900 -1903)
- Giovanni Tacci Porcelli † (1904 - 1921)
- Giovanni Festa † (1923 - 1930)
- Giuseppe Pizzardo † (1930 - 1937)
- Aldo Laghi † (1938 - 1942)
- Francesco Pascucci † (1943 - ? )[1]
- Martin Stanislaus Gillet, O.P. † (1946 - 1951)
- Ilario Alcini † (1951 - 1976)